# Stephan Heilen
Stephan Heilen (* Mai 1965 in Kleve) ist ein deutscher Klassischer Philologe.

## Leben
Stephan Heilen studierte von Januar bis März 1986 an der Università per Stranieri in Perugia  italienische Kultur und Literatur und danach an der Universität Münster Latein, Griechisch und Italienisch. Während seines vom DAAD geförderten Studiums in Florenz (1990–1991) spezialisierte er sich bei Giancarlo Savino auf Handschriftenkunde und bei Manfredo Manfredi auf Papyrologie. Er kehrte 1991 nach Münster zurück, wo er 1993 das Staatsexamen in Latein und Griechisch, 1994 in Italienisch absolvierte. Im Jahr 1998 wurde er mit einer neulateinischen Textedition (Lorenzo Bonincontri, De rebus naturalibus et divinis) bei Wolfgang Hübner mit dem Prädikat „summa cum laude“ promoviert.
Von 1999 bis 2006 war er (unterbrochen durch ein Feodor-Lynen-Stipendium der Alexander von Humboldt-Stiftung in den USA) Wissenschaftlicher Assistent in Münster. Nach der Habilitation im Juli 2006 ging er im August 2006 als Assistant Professor an die University of Illinois at Urbana-Champaign, wo er im Juli 2009 zum Associate Professor und somit in ein unbefristetes Dienstverhältnis befördert wurde. Im September 2009 nahm er einen Ruf der Universität Osnabrück auf eine Professur für Klassische Philologie mit Schwerpunkt Latein/Neulatein an.
Heilens Forschungsschwerpunkte sind die Geschichte der Naturwissenschaften und der Mathematik in Antike und Renaissance (bes. Astrologie, Astronomie, Geographie), Fälschungen von Texten und Artefakten, Neulateinische Literatur (bes. Lehrdichtung) und die Geschichte der Klassischen Philologie im 19. u. 20. Jahrhundert. Er hat mehrere Editionen griechischer und lateinischer Texte vorgelegt. Größere laufende Projekte sind seine auf drei Bände geplante Studie Konjunktionsprognostik in der Frühen Neuzeit, von der der erste Band erschienen ist (Die Antichrist-Prognose des Johannes von Lübeck (1474) zur Saturn-Jupiter-Konjunktion von 1504 und ihre frühneuzeitliche Rezeption, Baden-Baden 2020), sowie eine zusammen mit Claudio de Stefani (Universität Triest) vorbereitete Anthologie altgriechischer astrologischer Dichtung (Delectus e carminibus astrologicis Graecis) für die Reihe Oxford Classical Texts.